# Pollinger Kreuz

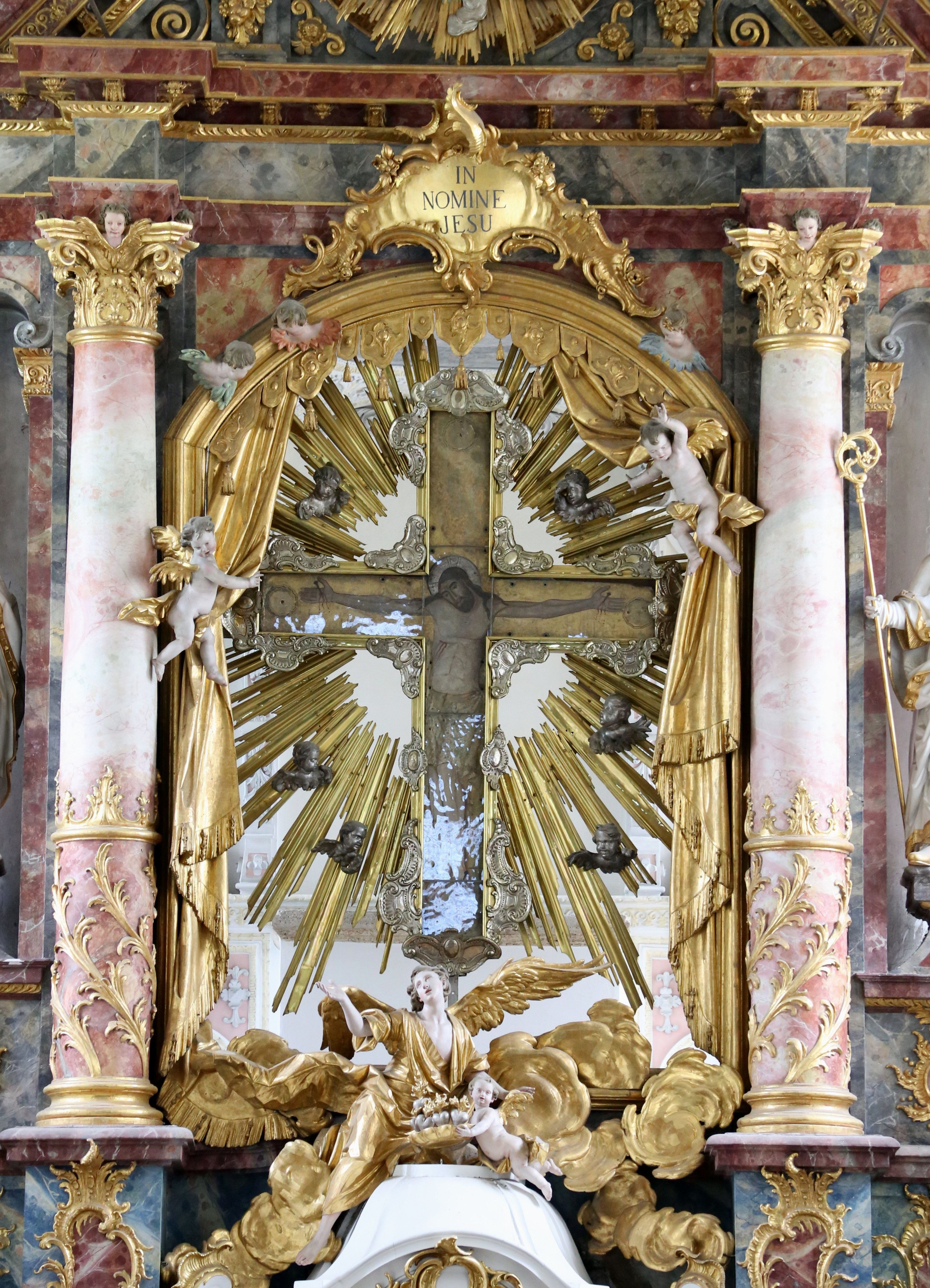
Pollinger Kreuz

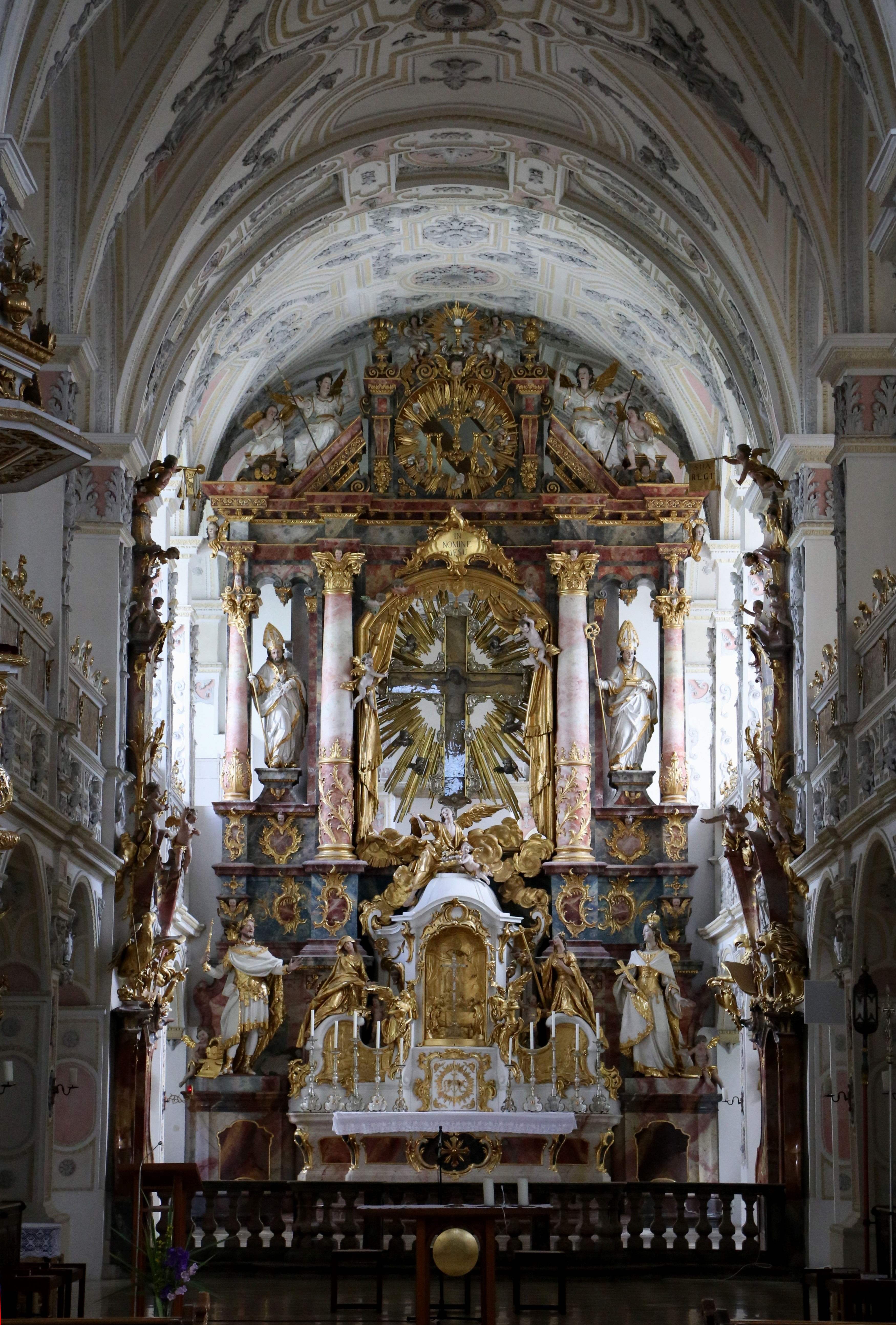
Hauptaltar mit dem Pollinger Kreuz

Das Pollinger Kreuz, auch als Heiliges Kreuz oder Tassilo-Kreuz bezeichnet, ist ein hochmittelalterliches, im Raum nördlich der Alpen äußerst seltenes Tafelkreuz. Es bildet das Zentrum des Hochaltars der ehemaligen Augustinerchorherrenstiftskirche Heilig Kreuz in Polling, einer Gemeinde im Pfaffenwinkel im oberbayerischen Landkreis Weilheim-Schongau.

Pollinger Kreuz

## Geschichte
Bei dem Pollinger Kreuz handelt es sich um ein Tafelkreuz aus Fichtenholz, das vollständig mit Pergament überzogen ist. Der Baum, aus dem die beiden Fichtenbretter gezimmert sind, wurde zwischen 884 und 1018 gefällt. Die genauen Umstände der Entstehung des Kreuzes, auch seit wann das Kreuz in Polling verehrt wird, sind nicht bekannt. Im Lauf der Zeit muss es brüchig geworden sein und man benutzte Metallklammern, um zu verhindern, dass es auseinanderbrach. Um die Metallklammern zu verdecken, überzog man das Kreuz mit Pergament und vergoldete und bemalte es. Das Pergament wurde aus der Haut eines zwischen 1033 und 1230 getöteten Tieres hergestellt, die Malerei stammt aus der Zeit um 1230/40.

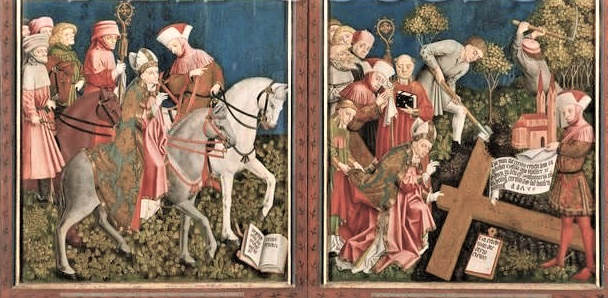
Kreuzaltar, Auffindung des Pollinger Kreuzes

Früher stand das Kreuz am rechten Seitenaltar, dem sogenannten Kreuzaltar, wo es als Gnadenbild verehrt wurde. Die Tafelbilder des gotischen Flügelaltars wurden um 1420 vom sogenannten Meister der Pollinger Tafeln geschaffen, einige werden seit der Säkularisation in der Alten Pinakothek in München aufbewahrt. Ein Tafelbild stellt die legendäre Auffindung des Pollinger Kreuzes durch Herzog Tassilo III. dar. Im Zuge der barocken Umgestaltung der Kirche wurde das Kreuz 1628 auf den Hauptaltar gestellt. Im 18. Jahrhundert wurde es durch einen Glaskasten, der im Stil des Rokoko verziert war, geschützt. Er sollte Pilger daran hindern, Splitter des Holzes mitzunehmen. Nach seiner Restaurierung wurde das Kreuz 1994 wieder in den Hauptaltar eingesetzt.

## Beschreibung
Das Kreuz hat eine Höhe von 2,50 Metern und ist fast zwei Meter breit, die Christusfigur ist mit einer Höhe von 1,70 Meter in Lebensgröße dargestellt. Die Sichtfläche des Kreuzes ist mit Blattgold überzogen. Die Christusfigur ist direkt auf den goldenen Hintergrund gemalt, die Kreuzesbalken sind nicht aufgemalt. Die Umrisse des Körpers sind von Konturlinien eingefasst. Die Haare, die Nägel und die blutenden Wunden an Händen und Füßen sowie die Seitenwunde, aus der „Blut und Wasser“ flossen (Joh 19,33–37 ), sind fein herausgearbeitet. In der Darstellung wird der Augenblick des Todes Christi festgehalten, wie er im Evangelium nach Johannes beschrieben ist: „Und neigte das Haupt und verschied“ (Joh 19,30 ).